# Überschwemmungen in Ruanda, Uganda und der Demokratischen Republik Kongo 2023
Die Überschwemmungen in Ruanda, Uganda und der Demokratischen Republik Kongo 2023 waren nach starken Niederschlägen insbesondere um den Kiwusee in dem Dreiländereck auftretende Überschwemmungen und Erdrutsche von April bis Mai.

## Verlauf und Auswirkungen

### Uganda
Die starken Niederschläge begannen in Uganda am 24. April und führten zu Überschwemmungen. Im Distrikt Rukungiri starben drei Menschen am 29. April durch Überschwemmungen ausgehend vom Fluss Rushaya. Am 1. Mai kam es in Bughendero zu einem Erdrutsch, der mindestens einen Menschen tötete und Gebäude zerstörte. Auch im Distrikt Mbale kam es durch Überschwemmungen zu einem Todesopfer und zerstörten Häusern. Ein Erdrutsch im Distrikt Kisoro tötete am 2. Mai acht Menschen. Insgesamt starben in Uganda mindestens 23 Menschen und 16 wurden verletzt. Über 13.000 wurden durch die Überschwemmungen aus ihren Häusern vertrieben. Die am schwersten betroffenen Distrikte waren Katakwi, Kanungu und Bulambuli mit jeweils über 3000 Vertriebenen sowie Ntoroko, Kisoro, Kasese mit jeweils über 1000 Vertriebenen. In der Stadt Mbarara wurden mehrere Brücken durch die Wassermassen zerstört. Der Katonga trat über die Ufer und überflutete eine transnationale Hauptverkehrsstraße.

### Ruanda
In Ruanda kam es zu heftigen Regenfällen in der West- und Nordprovinz am 2. und 3. Mai. Der nationale Niederschlagsrekord wurde am 2. Mai mit 182,6 mm in Mushubati im Distrikt Rutsiro gebrochen. Durch die ausgelösten Überschwemmungen und Erdrutsche starben in Ruanda mindestens 135 Menschen und über 100 weitere wurden verletzt. Am schwersten betroffen war die Westprovinz, die an den Kiwusee grenzt. Zu den am stärksten betroffenen Distrikten zählten Ngororero, Rubavu, Nyabihu, Rutsiro und Karongi. Mehrere Häuser wurden auch dort von den Erdrutschen zerstört und insgesamt in Ruanda rund 5000. Die Hauptstraßen zwischen Mukamira und Ngororero sowie Rubavu und Rutsiro waren nach den Überschwemmungen unpassierbar. In Rubavu trat der Fluss Sebeya über die Ufer.

### Demokratische Republik Kongo

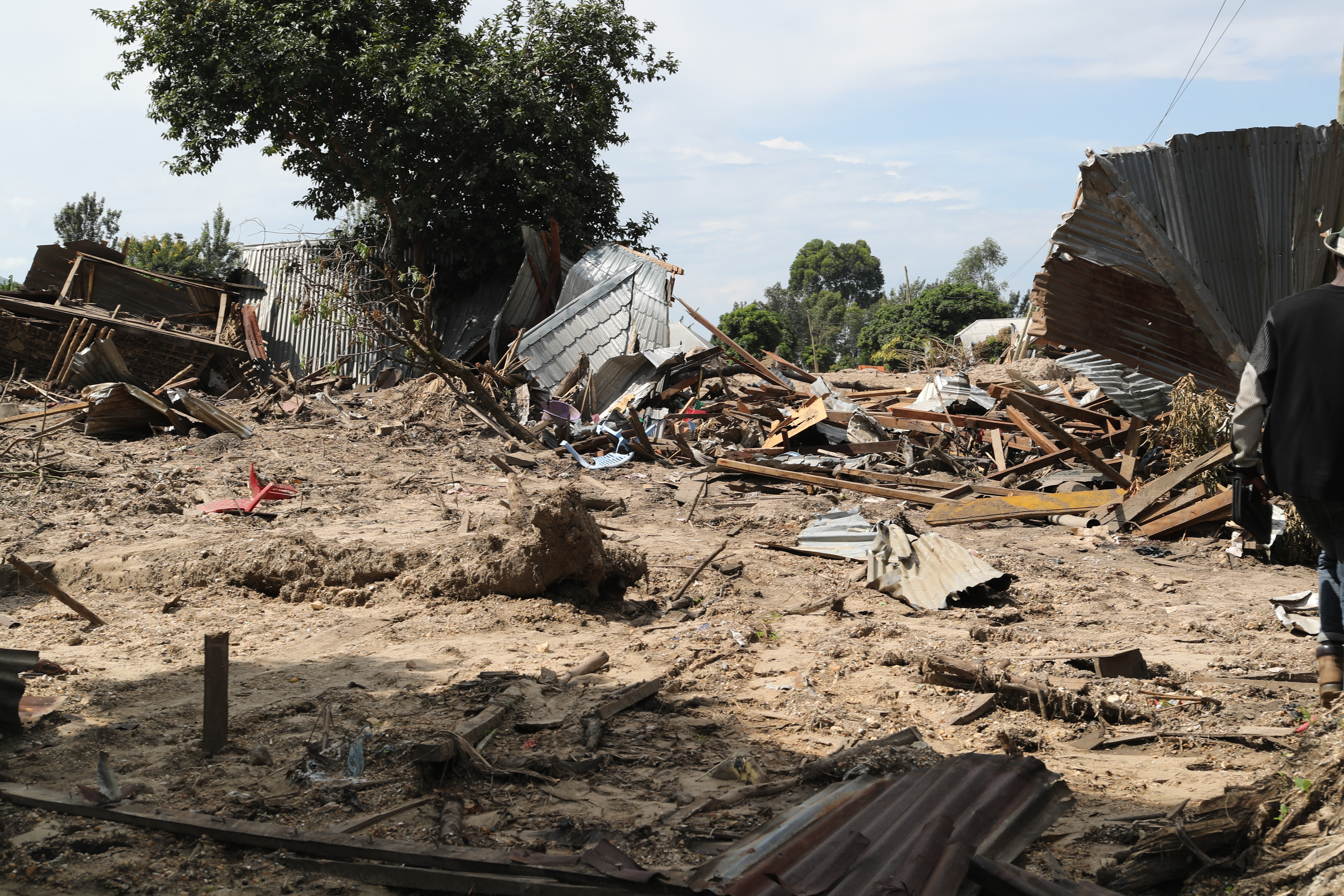
Zerstörte Häuser in Kalehe

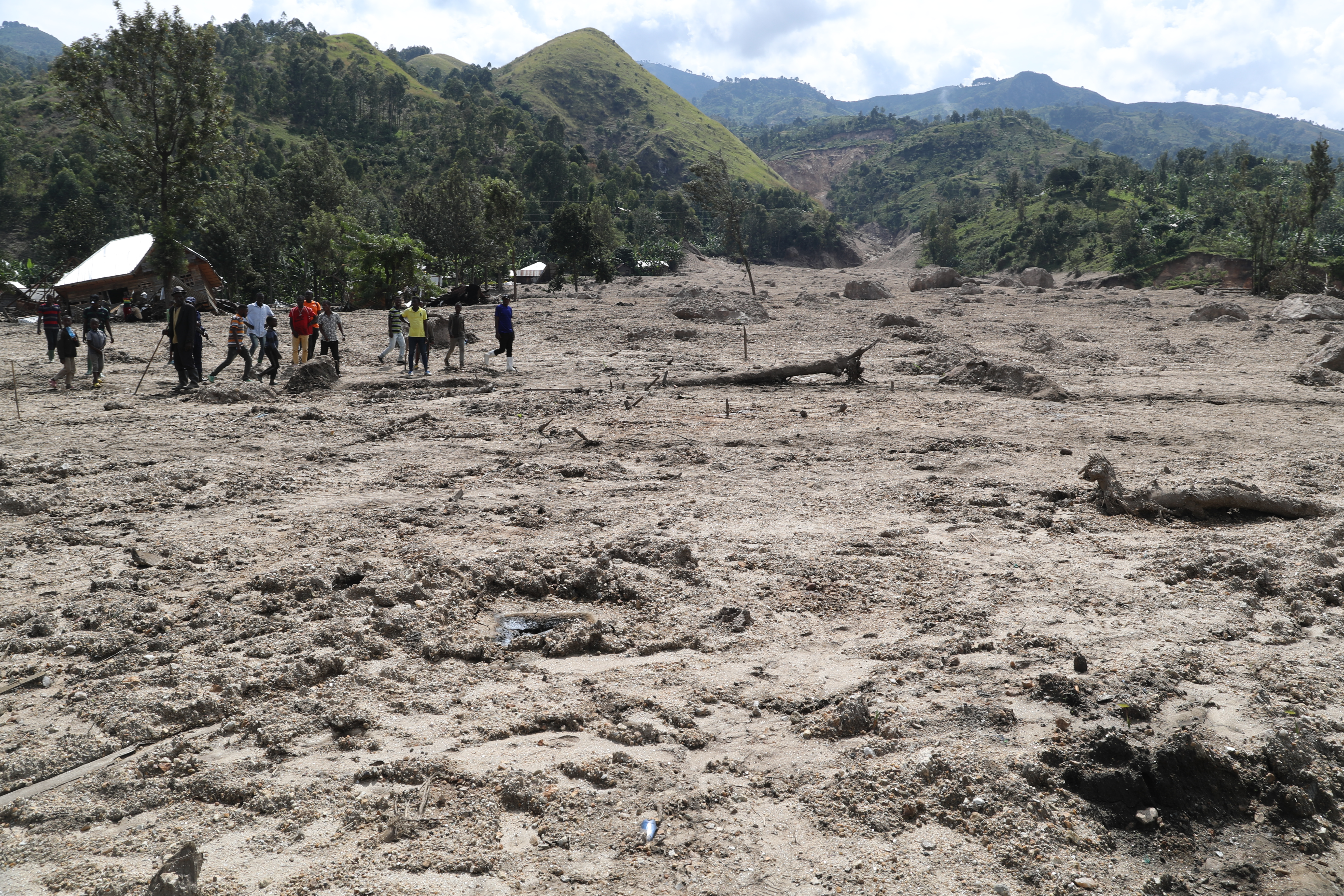
Auswirkungen der Überschwemmungen in Kalehe

In der Demokratischen Republik Kongo kamen im Osten des Landes nach den Regenfällen durch Überschwemmungen mindestens 460 Menschen ums Leben und etwa 150 Menschen wurden verletzt. Viele der Verstorbenen wurden in Massengräbern beerdigt. Nach Starkregen am 2. und 4. Mai traten in dem Gebiet westlich des Kiwusees die Flüsse Lukungula, Kabushungu, Nyamukubi, Chishova und Kanyuny über die Ufer. Im Territorium Kalehe wurden die Dörfer Bushushu und Nyamukubi größtenteils zerstört. Auch die Dörfer Luzira und Chabondo waren betroffen. Für den 8. Mai wurde einen Tag Staatstrauer erklärt. Stand 9. Mai wurden noch etwa 5500 Menschen vermisst. Zahlreiche Schwerverletzte wurden per Boot in ein Krankenhaus in Bukavu auf der Südseite des Kiwusees gebracht. Die Hauptversorgungsstraße am Westufer des Sees zwischen Bukavu und Goma war nach den Überschwemmungen unpassierbar, was Hilfs- und Rettungsmaßnahmen erschwerte. Stand 15. Mai wurden noch über 2500 Menschen vermisst.
Ein weiterer Erdrutsch, der Todesopfer forderte, ereignete sich am 10. Mai nahe des Dorfes Miringati im Territorium Lubero der Provinz Nord-Kivu. Bei einem Erdrutsch in Songambele nahe der Stadt Rubaya starben darüber hinaus mindestens sechs Menschen.

## Hintergrund
In Ruanda herrscht beeinflusst durch die Innertropische Konvergenzzone zweimal jährlich Regenzeit, mit maximalen Niederschlägen von März bis Mai und September bis Dezember. Die Rolle des menschengemachten Klimawandels für die starken Regenfälle im April bis Mai 2023 wurde in einer Zuordnungsstudie untersucht, jedoch lagen für die Region nicht ausreichend Klimadaten vor. In den letzten 30 Jahren nahmen extreme Wetterereignisse in Ostafrika jedoch an Intensität und Häufigkeit zu, darunter sowohl Dürren als auch Überschwemmungen. Im Mai 2020 starben in Ruanda 65 Menschen bei Überschwemmungen. Die Überschwemmungen von 2023 zählen nach Todesopfern zu den schlimmsten der Landesgeschichte. Neben den wegen der globalen Erwärmung zunehmenden Starkregenereignissen sind ein weiterer Faktor die durch Waldrodung für Erdrutsche anfälligen Berghänge im Nordwesten des Landes. Auch der Osten der Demokratischen Republik Kongo ist gebirgig. Erst am 31. Dezember 2022 tötete dort in der Provinz Sud-Kivu ein Erdrutsch nach Starkregen acht Menschen und verletzte neun weitere schwer.
Der Bezirk Kalehe in der Demokratischen Republik Kongo ist Aufnahmegebiet zahlreicher Flüchtlinge von Konflikten zwischen der FARDC (Forces Armées de la République Démocratique du Congo) und der Bewegung 23. März in Nord-Kivu. In Sud-Kivu wurden 2023 zudem bis 9. Mai über 1200 Verdachtsfälle von Cholera gemeldet. Durch die zerstörte Infrastruktur wurde vor einer Ausbreitung der Situation auf die von den Überschwemmungen betroffenen Regionen gewarnt. Cholerabakterien gelangen in erster Linie über fäkalienverunreinigtes Trinkwasser in den Verdauungstrakt des Menschen.